# Bacini dell'Azerbaigian
Nella maggior parte dei territori dell'Azerbaigian, il clima è arido. Al fine di espandere le aree di irrigazione nel clima secco e di permettere di irrigare vigneti e frutteti, sono stati creati molti piccoli e grandi serbatoi (bacini idrici, prese d'acqua, serbatoi d'acqua). Ci sono 140 bacini idrici nel paese. Il volume totale dei bacini idrici è di 21,5 km³. La maggior parte dei bacini idrici è regolamentata e utilizzata per l'irrigazione. I bacini idrici e le stazioni idroelettriche create nei fiumi Kura, Aras e Tartar sono Şəmkir, Mingəçevir, Yenikend, Varvara, Aras e Sarsang. Sono utilizzati per garantire l'uso di energia, irrigazione e approvvigionamento idrico.

## Bacino di Mingəçevir

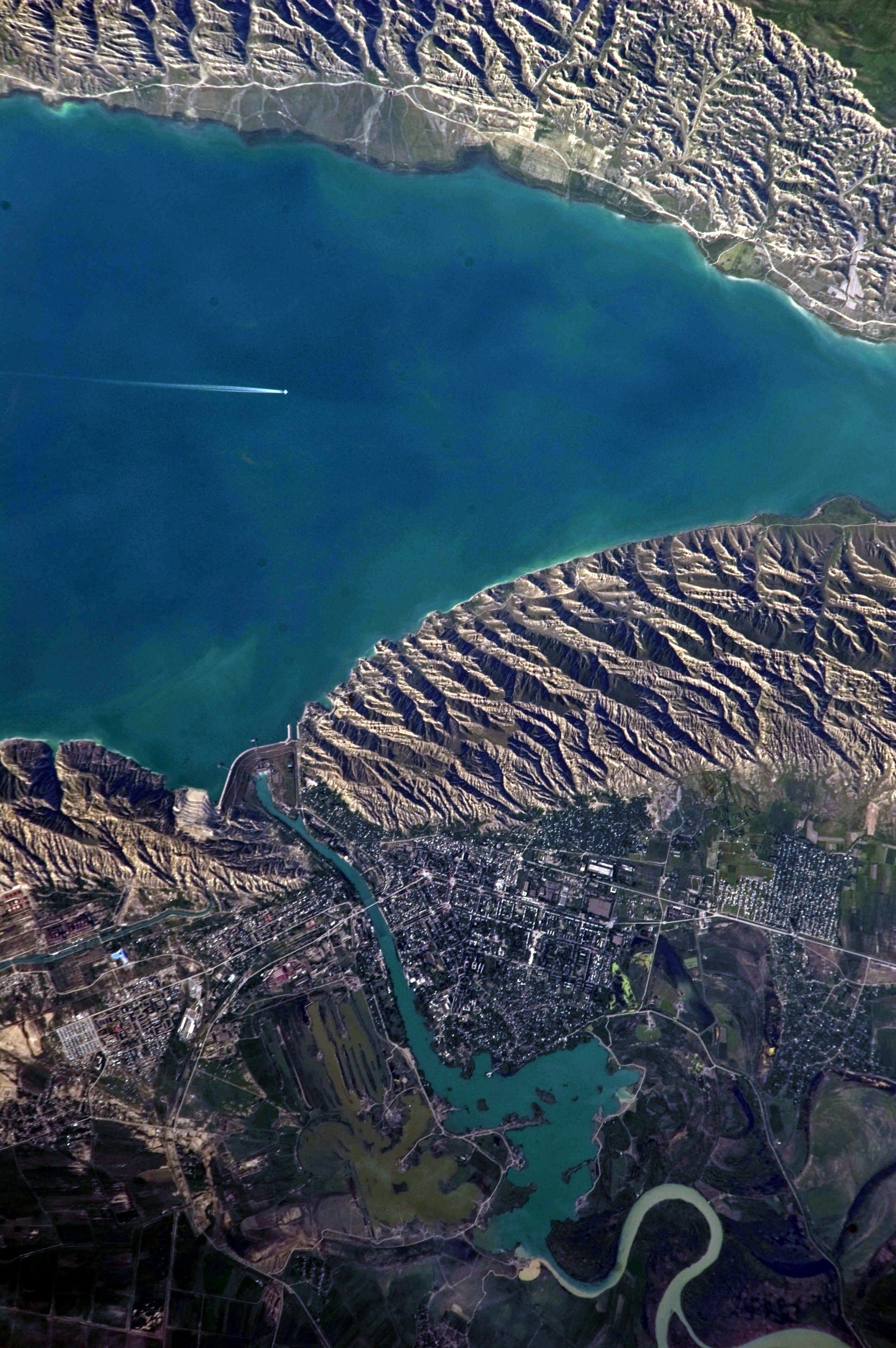
Bacino di Mingəçevir, visto dall'alto

Il più grande bacino idrico della repubblica è Mingəçevir. Fu commissionato nel 1953. Il bacino idrico di Mingəçevir è uno dei bacini artificiali di acque profonde sul territorio dell'Azerbaigian. Il sito del bacino è una forma piatta a forma di depressione tra le catene montuose di Bozdag e Khogiashen. Nei periodi d'estate-autunno e inverno, l'area del bacino idrico si riduce a 43.000 ettari.
L'area è di 605 km², il volume è di 16,1 km³, la lunghezza è di 70 km, la larghezza massima è di 18 km, la profondità media è di 27 m, la più grande è di 75 m. L'altezza sul livello del mare è di 83 m. Lo scopo della sua creazione era lo sviluppo dell'energia, l'agricoltura, il trasporto dell'acqua, la regolazione a lungo termine del flusso e la liquidazione delle inondazioni nel corso del fiume.
Dal bacino di Mingechevir iniziano i canali del Karabakh Superiore (172 km) e dell'Alto Shirvan (123 km). Il bacino è popolato da abramide, lucioperca, vobla, seelaube ecc.

## Bacino di Şəmkir
Il bacino idrico di Şəmkir fu costruito sul sito della città di Şəmkir del fiume Kura nel 1982. L'area del bacino idrico di Şəmkir è di 116 km2. Il volume totale del bacino idrico è di 2677 milioni di m³ e il volume operativo dell'acqua è di 1425 milioni di m³. È il secondo più grande bacino idrico del Caucaso dopo il bacino di Mingachevir. Il livello normale dell'acqua nel bacino idrico è di 158 m, e la superficie è di 115 km2.

## Bacino di Yenikend
Il bacino idrico di Yenikend è un grande bacino idrico nella distretto di Samukh. È il terzo più grande bacino idrico del Caucaso dopo i bacini idrici di Mingəçevir e Şəmkir. L'area totale è di 23,2 km2, il volume d'acqua nel bacino idrico è di 158 milioni di m³.

## Bacino di Varvara
Il bacino idrico di Varvara è situato 20 km (12 miglia) a sud del bacino idrico di Mingəçevir. Fu costruito nel 1952 per gestire il flusso d'acqua del deflusso giornaliero di acqua dal bacino idrico di Mingəçevir che scarica nel fiume Kura, per produrre elettricità. La superficie totale è di 22,5 km2 (8,7 km²) e il volume del bacino è di 0,06 km³ (0,014 cu mi). La profondità dell'acqua nel bacino è di 8,2 m (27 piedi) e la superficie è di 20,5 km2 (7,9 miglia quadrate). La lunghezza del bacino idrico è di 13 km (8,1 mi) e la sua larghezza è di 3,4 km (2,1 mi). La lunghezza del litorale è di 31 km (19 miglia).

## Bacino di Aghstafacay
Il bacino idrico di Aghstafacay è un grande bacino idrico nella regione di Aghstafa, della parte nordoccidentale dell'Azerbaigian. Il bacino idrico di Aghstafacay fu costruito sul fiume Aghstafa nel 1969 vicino al villaggio di Jafarli nel distretto di Qazax. L'area del bacino idrico è di 6,3 km² (2,4 miglia quadrate). Il volume totale del bacino è di 120 milioni di m³. L'altezza della centrale idroelettrica costruita sul bacino idrico è di 52 m (171 piedi). Il bacino idrico fornisce acqua di irrigazione fino a 135 ettari (330 acri) di terra nelle regioni del Qazax, Şəmkir e Tovuz.

## Bacino di Jeyranbatan
Il bacino idrico di Jeyranbatan si trova nel distretto di Absheron dell'Azerbaigian. È vicino all'abitato urbano di Jeyranbatan sulla penisola di Absheron. Fu costruito nel 1955 per aumentare il volume di fornitura di acqua potabile alle città di Baku e Sumqayıt. Dalla lingua azera "Jeyranbatan" è tradotto come "il luogo in cui la gazzella è affogata". La superficie del bacino idrico è di 13,9 km². Altezza sul livello del mare è di 25 m. La capacità del bacino è di 186 milioni di metri cubi, la lunghezza è di 8,74 km, la larghezza massima è di 2,15 km, la profondità massima è di 28,5 m, la profondità media è di 14,5 m. L'acqua proviene dal canale Samur-Absheron.

## Bacino di Zoghalavanchay
Il bacino di Zoghalavanchay si trova sul Canyon Zoghalavanchay nella parte sud-occidentale del distretto di Şamaxı, nella Repubblica dell'Azerbaigian. Il bacino idrico è stato commissionato nel 1973 per soddisfare le esigenze di acqua potabile di cantine e insediamenti. A causa di difficoltà finanziarie negli anni '90, il lavoro del bacino non è stato eseguito correttamente e le strutture erano in un brutto stato. Alcune delle attrezzature meccaniche ed elettriche sono state distrutte ed alcune di esse erano tecnicamente obsolete. In conformità con l'ordine del Gabinetto dei Ministri nel 2007, la società di riciclo e di gestione delle acque dell'Azerbaigian ha avviato la riparazione della riserva di Zoghalavanchay. Il progetto di lavori di riparazione è stato sviluppato dall'istituto "Azdövsutəslayihə". Nel 2012, il bacino idrico è stato rinnovato in conformità con i requisiti moderni. L'altezza della diga è di 26 m, la lunghezza è di 560 m, il serbatoio totale dell'acqua è di 3,8 milioni di m³.

## Bacino di Aras
Bacino di Araks è una centrale idroelettrica in Azerbaigian e in Iran, situata al confine del fiume Aras. È stato costruito secondo un accordo interstatale con lo scopo di regolare il flusso del fiume, accumulare acqua per l'irrigazione nel bacino e generare elettricità. La prima unità idroelettrica della centrale fu avviata nel 1970. 
Bacino di Aras è alto 40 metri (130 piedi) dalla sua fondazione e 34 metri (112 ft) di altezza dal letto del fiume. È un tipo di terrapieno con sabbia e ha un nucleo di argilla. È lungo 1.026 metri (3,366 piedi) e largo 8 metri (26 piedi). La capacità del bacino è di 44 MW, la produzione media annua di energia elettrica è di 148 milioni di kWh. Il potere e lo sviluppo della stazione sono divisi in parità tra i due paesi.
Sin dall'apertura, il bacino idrico ha fornito acqua di irrigazione per 400.000 ettari (990.000 acri) di terra arabile in Azerbaigian e Iran.

## Bacino di Sarsang
Il bacino idrico di Sarsang fu costruito in Azerbaigian nel 1976 sul fiume Tartar, nell'ex distretto di Ağdərə, nell'attuale distretto di Tərtər.

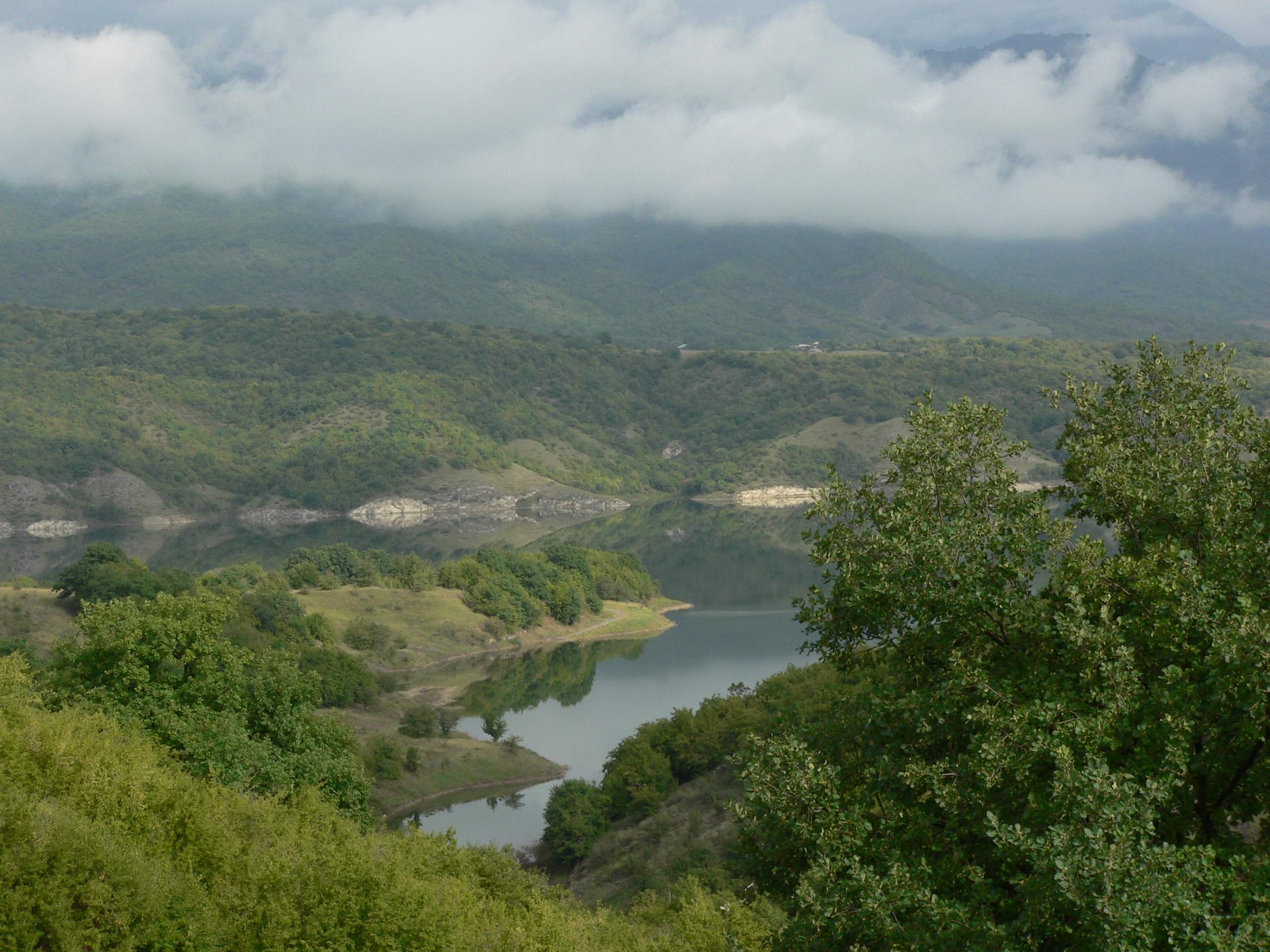
Bacino idrico di Sarsang

Il bacino ha la diga più alta di tutte le dighe dell'Azerbaigian. Dall'apertura, il bacino idrico ha fornito acqua di irrigazione per 100.000 ettari (250.000 acri) di terreni agricoli nelle aree di Tərtər, Ağdam, Bərdə, Goranboy, Yevlax e Ağcabədi. Il volume totale del bacino idrico è di 560 milioni di m³, un volume utile di 500 milioni di m³ e un volume inutile di 60 milioni di m³. Il livello del normale accumulo del bacino idrico è di 726 m, il livello massimo di allagamento con l'afflusso di acque di diversione è di 728,5 m.